# DM2A1 Seeaal
Il DM2A1 Seeaal è un siluro della AEG-Telefunken; è un'arma di moderna concezione che può essere impiegata solo contro bersagli di superficie. La sua principale funzione è stata quella di equipaggiare le navi della marina della Germania Ovest dagli anni '70 in poi. Se impiegati da nave, vengono lanciati con la coda in avanti.
Esso, a parte la mancanza di una capacità 'doppio-ruolo' ha caratteristiche moderne, come la filoguida con filo a 2 anime, per scambiare i propri dati con quelli dell'unità lanciatrice, l'autoguida acustica passiva/attiva (il siluro può sia ascoltare i rumori di fondo che usare il sonar per captare gli echi del bersaglio) e la propulsione elettrica.
Nell'ottica della necessità per la Germania occidentale di operare con sommergibili costieri e motosiluranti nel Baltico e nel Mar del Nord, hanno prestazioni di ricerca particolarmente buone su bassi fondali.

## Variante SST4
L'SST4 è un modello derivato, con capacità anch'esso antinave, ma destinato a clienti esteri, specie quelli che hanno adottato i sottomarini Tipo 209, largamente esportati. Praticamente si tratta del Seal con la rimozione o modifica di sistemi specifici per la marina tedesca. La sigla significa: Special Surface Target.